# بخش راشکریک (شهرستان لوگان، اوهایو)
بخش راشکریک (به انگلیسی: Rushcreek Township) یک منطقهٔ مسکونی در ایالات متحده آمریکا است که در شهرستان لوگان، اوهایو واقع شده‌است.
 بخش راشکریک ۱۲۷٫۰۸ کیلومتر مربع مساحت و ۲٬۲۲۱ نفر جمعیت دارد و ۳۳۷٫۱۱ متر بالاتر از سطح دریا واقع شده‌است.